# Synagoga v Podbořanech
Synagoga v Podbořanech se nacházela asi 250 východně od Mírového náměstí v Podbořanech, v ulici Antonína Dvořáka. Byla postavena v letech 1873 až 1874 v novorománském slohu a na přelomu 19. a 20. století získala při přestavbě secesní prvky. Údajně též měla získat mobiliář ze zbořené novorománské synagogy z Letova. Na podzim roku 1938 bylo vybavení podbořanské synagogy zničeno nacisty. Po druhé světové válce potkal podobný osud i synagogu, když byla v roce 1948 ze dvou třetin zbořena. Na jejím místě vyrostly garáže a zbývající třetina byla začleněna do sousedního domu čp. 201, kde se v minulosti nacházel obecní dům s židovskou školou a bytem rabína. Tento dům byl později přestavěn k obytným účelům.